# 화피 2
화피 2(畫皮II, Painted Skin 2)는 중국에서 제작된 우얼샨 감독의 2012년 판타지, 미스터리, 멜로/로맨스 영화이다. 자오웨이 등이 주연으로 출연하였고 첸 쿠오푸 등이 제작에 참여하였다.

## 출연

### 주연
- 자오웨이
- 저우쉰
- 천쿤

### 조연
- 양미
- 풍소봉
- 비상
- 유가휘
- 혜영홍
- 동유가

## 제작진
- 프로듀서: 첸 쿠오푸
- 시각효과부문: 양일석